# Battle of Britain Memorial

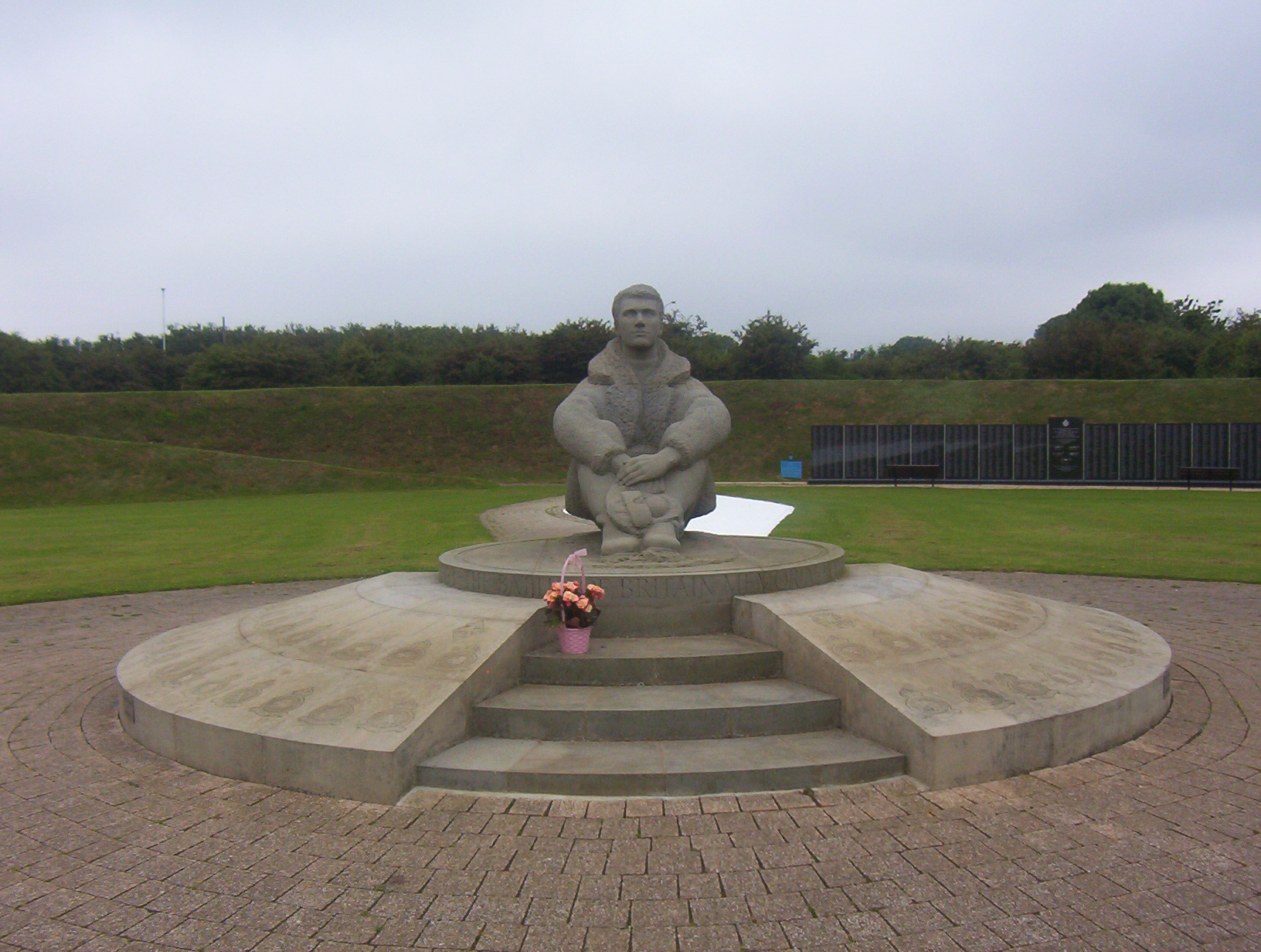
Statue des sitzenden Piloten in der Mitte des Battle of Britain Memorial

Das Battle of Britain Memorial ist ein Denkmal für die britischen Flugzeugbesatzungen, die an der Luftschlacht um England teilnahmen. Es befindet sich in der Grafschaft Kent auf den Kreidefelsen von Dover bei Capel-le-Ferne, ca. 500 m vom Meer entfernt. Das Denkmal hat aus der Luft gesehen die Form eines dreiflügeligen Propellers mit einem Durchmesser von ungefähr 80 m. Auf der Propellernabe befindet sich die von Harry Gray geschaffene steinerne Statue eines sitzenden Piloten. Westlich davon befinden sich die Nachbildungen zweier Jagdflugzeuge, einer Hawker Hurricane und einer Supermarine Spitfire sowie die Christopher Foxley-Norris Memorial Wall, an der die Namen all jener (knapp 3000) gelistet sind, die an der Luftschlacht um England teilgenommen haben.
Das Battle of Britain Memorial wurde von dem zu diesem Zweck vom ehemaligen RAF-Piloten Geoffrey Page gegründeten Battle of Britain Memorial Trust angeregt und am 9. Juli 1993 von der Königinmutter eröffnet. Zum 70. Jahrestag des Beginns der Luftschlacht wurde 2010 eine Büste des Luftmarschalls Keith Park durch die Herzogin von Cornwall enthüllt.
Zum 80. Jahrestag des Beginns der Luftschlacht um England wurde im März 2020 die Skulptur einer zur Notlandung gezwungenen ( engl. downed ) Junkers JU 87 Stuka errichtet.
Das Werk mit dem Titel „DOWN.TWO.EARTH.“ des deutschen Bildhauers HEX ist 14 m breit, 11 m lang und 7,80 m hoch. Der Flugzeugtyp Junkers JU 87 ist weltweit komplett nur noch in zwei Exemplaren erhalten. Eines ist im Besitz des Royal Air Force Museums in Hendon, England, das zweite Exemplar befindet sich im Museum of Science and Industry, Chicago, USA.

Bei der im Battle of Britain Memorial ausgestellten Edelstahl-Skulptur handelt es sich um die weltweit einzige Ganzmetall-Replika in Originalgröße. Die Einweihungsfeierlichkeiten im Juli 2020 mussten auf Grund der COVID-19-Pandemie verschoben werden.

Battle of Britain Memorial
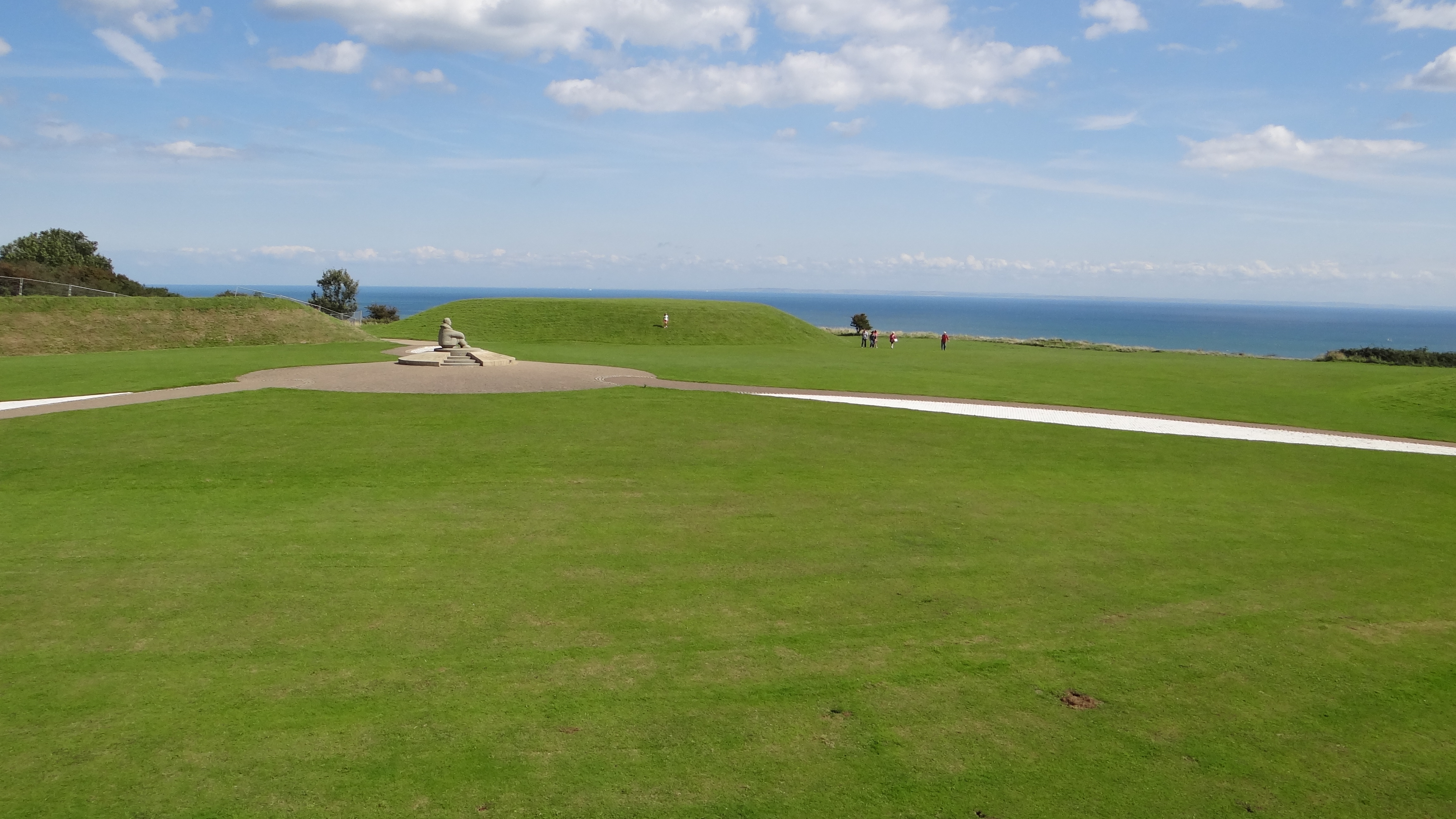
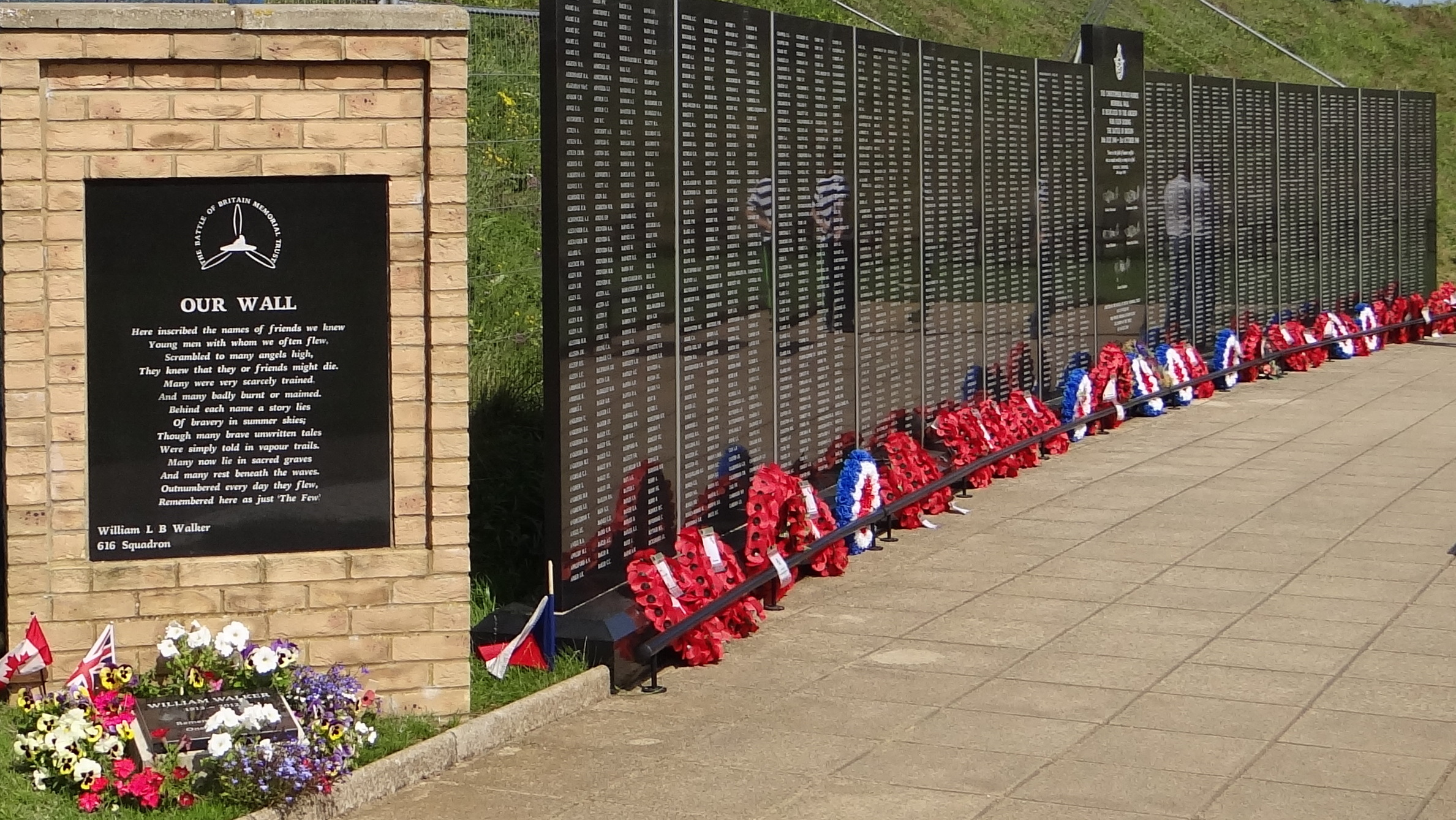
Memorial Wall
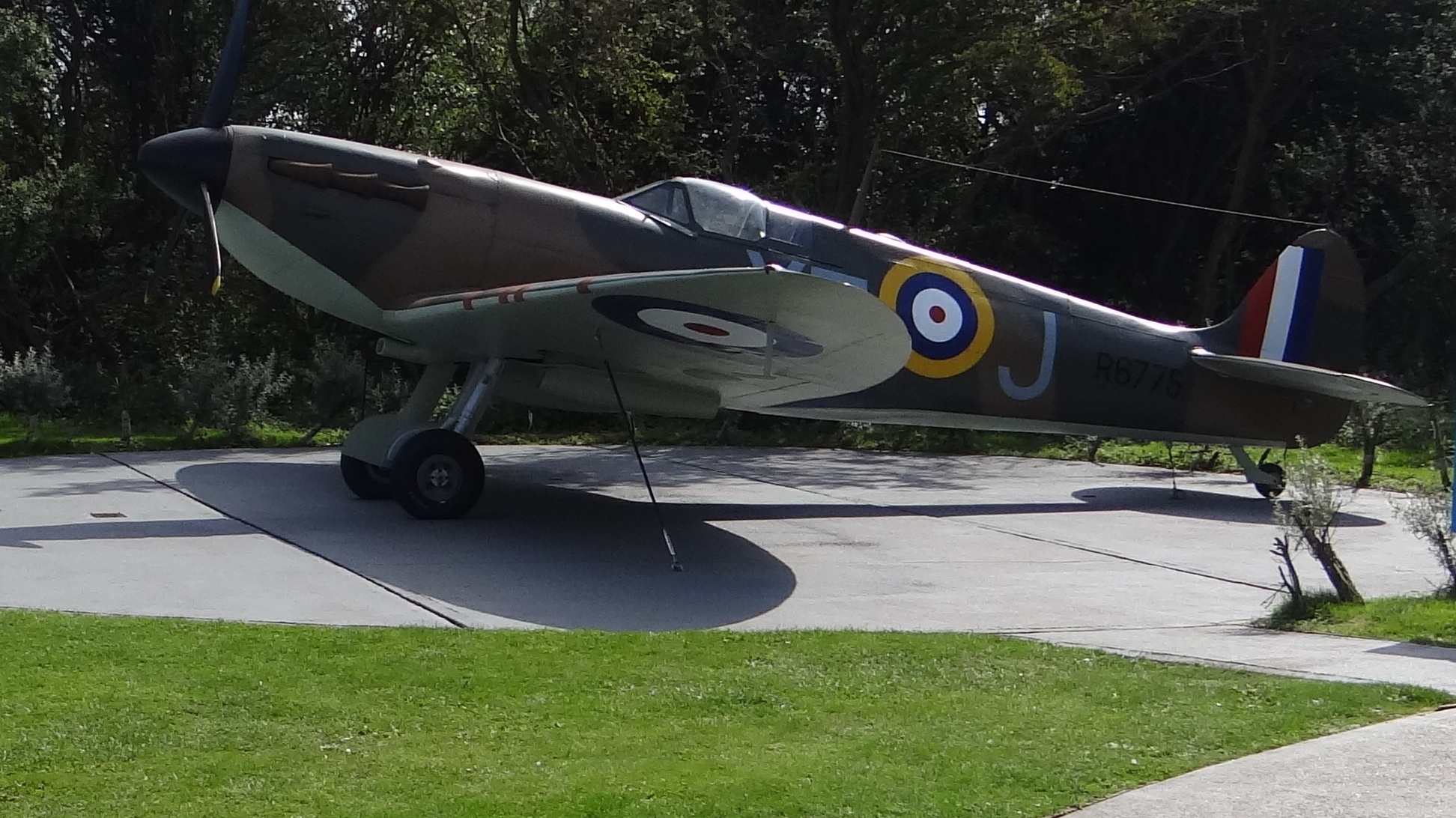
Supermarine Spitfire

## Nachweise
1. ↑  Zur Geschichte des BoBM (Memento vom 4. März 2012 im Internet Archive) abgerufen am 17. Mai 2023
2. ↑  Über die Keith-Park-Büste (Seite nicht mehr abrufbar, festgestellt im Juli 2024. Suche in Webarchiven)  Info: Der Link wurde automatisch als defekt markiert. Bitte prüfe den Link gemäß Anleitung und entferne dann diesen Hinweis.